# بخش پتوخوفسکی
بخش پتوخوفسکی (به لاتین: Petukhovsky District) یک منطقهٔ مسکونی در روسیه است که در استان کورگان واقع شده‌است.